# R-Type Leo
R-Type Leo  (アールタイプ・レオ Āru Taipu Reo) es un videojuego de matamarcianos para las máquinas recreativas desarrollada por Nanao y publicada por Irem en diciembre de 1992. Es el cuarto juego de la serie R-Type.En esta Cuarta entrega hay muchas diferencias entre los demás títulos de la saga 
- Datos: Q3928104